# Фундаментальна праця
Фундаментальна праця — назва праці, щодо значущості якої в рамках певної предметної галузі панує широкий фаховий консенсус. Такі праці відображають науковий консенсус або особливо впливовий образ мислення та вважаються незамінним вихідним пунктом у розгляді певної теми.

## Призначення
Загальновизнаний вміст фундаментальних праць забезпечує послідовність і зв'язність фахової галузі. Фундаментальні праці здійснюють предметне стиснення фахових знань й уможливлюють простішу зрозумілість фаху. Таким чином, вони здійснюють важливу функцію щодо стандартизації знань, оскільки вони створюють зв'язок з інституціями, які переводять стандартизовані знання у відповідні зв'язки в реальному світі. Крім цього, фундаментальні праці відіграють центральну роль у створенні наукових праць. Вони слугують для висвітлення засад опрацьовуваної галузі, на основі яких можна конкретизувати проблему із додатковим використанням, наприклад, поглибленої літератури, актуальних даних з Інтернету, або власноруч проведеного емпіричного аналізу. Це лишається чинним і тоді, коли розглядається відхід від загальновизнаної думки. Тому для кожної наукової праці головною вимогою вважається якомога більше відштовхуватися від фундаментальних праць. У цьому контексті є вирішальною якість покладеної в основу літератури.

## Іменування
Фундаментальні праці часто відомі у своїх фахових галузях за іменами своїх авторів. Часто найменування фундаментальної праці за прізвищем свого творця чи редактора через свою відомість (а також для вшанування початкового автора) залишається незмінним і в разі, якщо праця була ґрунтовно перероблена (можливо навіть декілька разів), так що від початкового вмісту лишилося досить мало та майже нема стосунку до оригінального автора.